# 紅雙喜香煙
紅雙喜香煙为中国常见的一个香烟品牌，南洋兄弟煙草、上海卷烟厂、武汉卷烟厂、广州卷烟厂等均有生产。

## 历史
红双喜是中国历史最悠久的香烟品牌之一，南洋兄弟烟草于1906年开始生产“双喜牌香烟”，1909年起又推出“红双喜”品牌。当时南洋兄弟烟草公司以“中国人请吸中国烟”为宣传口号，在各地开拓了市场。1915年，其卷烟受到上海吸烟者的欢迎，从1917年起，南洋兄弟烟草公司在上海开设了卷烟厂。

## 上海卷烟厂产品
上海烟草集团上海卷烟厂生产的红双喜卷烟属烤烟型香烟，为上海市著名商标，分为15mg、11mg、8mg不同焦油量的系列产品。